# La nana
Pour plus de détails, voir Fiche technique et Distribution.
La nana (littéralement « la bonne ») est un film chilien réalisé par Sebastián Silva, sorti en 2009.

## Synopsis
C'est l'anniversaire de Raquel, 41 ans, bonne fidèle depuis vingt-trois ans chez la famille Valdes, une famille bourgeoise de Santiago du Chili. Elle a trop de travail et elle est malade, mais elle ne supporte pas la possibilité de partager son travail avec une quelconque autre bonne. Un jour, un accident va se révéler source de changement important...

## Fiche technique
- Titre original : La nana
- Producteurs : Gregorio González (exécutif), Issa Guerra, Edgar San Jan, Sebastaian Sanchez Amunategui
- Réalisateur : Sebastián Silva
- Scénario : Sebastián Silva, Pedro Peirano
- Images : Sergio Armstrong
- Direction artistique : Pablo González
- Casting : Cristina Aburto
- Montage : Danielle Fillios
- Maquillages : Sonia Caamaño (cheveux), Macarena Matte, Viviana Verges
- Supervision musicale : Rui García
- Pays d'origine : Chili
- Langue : espagnol
- Genre : Comédie dramatique
- Durée : 95 min
- Sortie au Chili : 13 août 2009 (Santiago du Chili)
- Sortie en France : 14 octobre 2009

## Distribution
- Catalina Saavedra : Raquel
- Claudia Celedón : Pilar Valdes, la mère de la famille
- Alejandro Goic : Mundo Valdes, le père de la famille, fan de maquettes
- Mariana Loyola : Lucy, la dernière bonne
- Andrea García-Huidobro : Camila Valdes, la fille
- Agustín Silva : Lucas Valdes, le "chouchou"
- Mercedes Villanueva : Mercedes, la jeune bonne péruvienne (liménienne)
- Ana Reeves : Sonia, la bonne envoyée par la grand-mère
- Delfina Guzmán : la grand-mère maternelle
- Darok Orellana : Tomás
- Sebastián La Rivera : Gabriel
- Luis Dubó	: Eric, l'oncle de Lucy
- Luis Muñoz : Raúl
- Andreína Olivari : Javiera ("Javi"), la nièce, amie de sa cousine Camila
- Gloria Canales : la mère de Lucy